# Payton Caffrey
Payton Janice Caffrey  (Chuluota, 1 de setembro de 1998) é uma voleibolista de praia e indoor estadunidense, atuante na posição ponteira, com marca de alcance de 310 cm no ataque e 295 cm no bloqueio.

## Carreira

### Início
Filha de Michael e Mary Caffrey, começou em Chuluota, Flórida, onde ela estudou na Winter Springs High School, destacando-se durante seus anos de ensino médio, representando tal instituição por quatro anos e como titular, foi recordista em ataques, duas vezes eleita para o primeiro time All-Central Florida, recebeu Menção Honrosa All-Flórida Central em 2012, elite para equipe ideal o Campeonato Nacional Aberto USAV 13 de 2012, vice-campeã do Preparatório Nacional Júnior em 2014,entrou para o terceiro time do Under Armour All-America de 2015, por três vezes relacionada no primeiro time do All-SAC, com o time terminou em terceiro no AAU 16 Open de 2014, disputou pela OVA/TBVA e atacante titular do time da Flórida para seleção nacional dos campeões nacionais HP.E rapidamente fazendo a transição para uma destacada jogadora de vôlei universitário, sendo conhecida pela potência de seus ataques e disciplina tática; e em sua jornada universitária começou na Universidade da Virgínia Ocidental antes de se transferir para a Universidade Estadual da Flórida, onde continuou a se destacar.

### Universidade da Virgínia Ocidental
Em 2016, primeiro ano universitário, foi marcado por estatísticas notáveis que incluíram uma indicação ao Pré-temporada All-Big 12, ganhou honras, entrando pro primeiro time da All-Big 12, foi Calouro do Ano da AVCA (Região Centro-Oeste), estabeleceu no tocante ao jogo ofensivo, estabeleceu um recorde para uma caloura com 515 pontos de ataques, com média de 4,44 ataques por set, se posicionando consistentemente como uma das maiores pontuadoras da liga; no fundamento de saque efetuou 30 aces em uma temporada. Defensivamente, se destacou nas recuperações e bloqueios, com agilidade e antecipação permitiram que ela registrasse contagens substanciais no fundo de quadra, com uma média de 2,60 defesas por set e nos bloqueios registrou 47 pontos.
Em 2017, recebeu Menção Honrosa Regional AVCA All-Midwest, primeiro time do All-Big 12, disputou 124 de 125 sets, com média de 4,31 pontos por set, ficando em segundo lugar na Big 12, registrou 449 pontos de ataques, com média de 3,62 por set, ficando em quarto lugar na Big 12, ficou em primeiro lugar na Big 12 com 57 aces, cerca de 0,46 por set, além de 309 defesas, com média de 2,49 por conjunto,  52 pontos de bloqueios no total e 22 passes.

### Universidade Estadual da Flórida
Transferiu-se em 2018 para FSU, jogando pelo Seminoles, foi nomeada Jogadora do Ano da ACC em 2018, depois, também competiu no vôlei de praia da FSU, formando dupla em 2019 com Morgan Chacon e Molly McBain, no ano de 2020 com Elizabeth Waters-Leiga (Liz) e Molly McBain. Foi eleita para compor o primeiro time do Power 5 e ganhar uma Menção Honrosa Regional do Centro-Oeste pela AVCA.
Em 2019, sua primeira temporada jogando vôlei de praia, conquistou 31 vitórias, chegando a 13 vitórias consecutivas indo para o Campeonato da NCAA, obtendo neste 23 vitórias contra cinco  duplas classificadas, representantes da UCLA, USC, Pepperdine, LSU e Havaí, formando dupla com Sara Putt foram eleitas a dupla da semana da CCA e com esta parceria venceram 12 partidas e tiveram apenas duas derrotas e no final da temporada jogou ao lado de Molly McBain, obtendo 17 e apenas duas derrotas, vencendo venceu todas as suas cinco partidas durante o Campeonato CCSA com Molly McBain e foram a dupla do Torneio CCSA.
Em 2020, terminou a temporada com um recorde perfeito de 13 vitórias, atuando com a caloura Liz Waters-Leiga, incluindo vitórias sobre Stetson, Cal Poly, Grand Canyon e USC, com média de 7,6 pontos por vitória no set. Na temporada 2021, obteve uma marca de 29 vitórias e seis derrotas, também 15 vitorias e duas derrotas em jogos de conferência; nas 11 vitórias e duas derrotas estava com Liz Waters-Leiga, e ao lado de Jenna Johnson conquistou duas vitórias, depois nas 6 vitórias e quatro derrotas jogou ao lado de Madison Fitzpatrick, retomou a parceria com Sara Putt e obteve três vitórias e novamente com Molly McBain obteve 7 vitórias, e juntas foram nomeados para o time CCSA All-Tournament e fizeram parte do time NCAA All-Tournament de 2021.

### Maccabi XT Haifa
Na temporada 2021-22, fez sua estreia profissional pelo Maccabi XT Haifaconquistando o título da Copa Israelense e da Liga Israelense de 2021-22

### Pinkin de Corozal
Em 2022, disputou a Liga Porto-riquenha pelo Pinkin de Corozal e sagrou-se campeã sendo a maior pontuadora da partida final, seu desempenho na temporada foi reconhecido, sendo a maior pontuadora do torneio com 287 pontos, sendo 242 em ataques (segundo colocado no campeonato), 22 em bloqueios (#16), e líder em saques diretos com 23, além de 164 defesas (#11) em 60 sets e 162 passes (#8)., sendo nomeada a MVP da fase classificatória e seleção do campeonato como primeira ponteira.

### PAOK Thessaloniki
No período de 2022-23, é contratada pelo clube PAOK Thessaloniki,terminando na terceira posição na Liga Grega, premiada como segunda melhor ponteirae o primeiro título do clube na Copa da Grécia, terminando na vigésima primeira posição na Copa CEV correspondente.

### PTT Spor Kulübü
Nas competições de 2023-24, atuou no clube turco do PTT Spor Kulübü terminando na décima terceira posição da Liga Turca.

### Vegas Thrill
Ainda na temporada  2023-24, jogou pelo Vegas Thrill no campeonato da USA Pro Volleyball Federation terminando na sétima posição.

### Pinkin de Corozal
Em 2024, reforça o Pinkin de Corozal e terminando com o bronze na liga local.

### Praia Clube
Foi anunciada como contratação do Dentil/Praia Clube para o período de 2024-25.E obteve seu primeiro título com o clube brasileiro na edição da Copa Brasília de 2024 e posteriormente conquistou os vice-campeonatos nas edições do Campeonato Mineiro e da Supercopa Brasileira, ambas em 2024.

## Títulos e resultados
- Liga A Porto-riquenha de 2022
- Liga Israelense 2021-22
- Copa da Grécia 2022-23
- Copa Israelense 2021-22
- Supercopa Brasileira de 2024
- Liga Grega 2022-23
- Liga A Porto-riquenha de 2024
- Copa Brasília 2024
- Campeonato Mineiro de 2024

### Prêmios individuais
- 1ª Melhor Ponteira do Campeonato Sul-Americano de Clubes de 2025
- Melhor Ponteira da Liga A Porto-riquenha de 2022
- MVP da Fase Classificatória da Liga A Porto-riquenha de 2022